# Град Враня
Вижте пояснителната страница за други значения на Враня.
Град Враня (на сръбски: Град Врање или Grad Vranje) е административна единица с ранг на община в Югоизточна Сърбия, Пчински окръг. Административен център е град Враня. Заема площ от 860 км2..

## Градски общини
Административно Град Враня е разделен на 2 градски общини:
- Градска община Враня и
- Градска община Вранска баня.

## История
Административната единица Град Враня е създадена през 2007 г. чрез Закона за териториалната организация на Република Сърбия, като обхваща територията на старата Вранска община.

## Население
Населението на Град Враня възлиза на 83 524 души според преброяването от 2011 г. Гъстотата е 97 души/км2.

Етнически състав:
- сърби – 76 569 жители
- цигани – 4654 жители
- българи – 589 жители
- македонци – 255 жители
- черногорци – 48 жители
- горанци – 43 жители
- хървати – 33 жители
- югославяни – 22 жители
- мюсюлмани – 17 жители
- други – 104 жители
- неизяснени – 736 жители
- неизвестно – 454 жители